# Liste d'écrivains de langue espagnole
Ceci est une liste d'auteurs ayant écrit tout ou une partie de leur œuvre en langue espagnole, classés par pays, et dans chaque pays par ordre alphabétique.

## Argentine
- Marcos Aguinis (1935-)
- César Aira (1949-)
- Juan Bautista Alberdi (1810-1884)
- Almafuerte (1854-1917)
- Carlos Alvarado Larroucau (1964-)
- Enrique Anderson Imbert (1910-2000)
- Olegario Víctor Andrade (1839-1882)
- Abelardo Arias (1918-1991)
- Alfredo Arias (1940-)
- Nicolás Arispe (1978-)
- Roberto Arlt (1900-1942)
- Hilario Ascasubi (1807-1875)
- Jorge Asís (1946-)
- Leónidas Barletta (1902-1975)
- Inés Arteta (1962-)
- Gabriel Báñez (1951-2009)
- Emma de la Barra - publie sous le pseudonyme de César Duáyen (1861-1947)
- Osvaldo Bayer (1927-)
- Ariel Bercovich (1976-)
- Eduardo Berti (1964-)
- Isidoro Blaisten (1933-2004)
- Jorge Luis Borges (1899–1986)
- Miguel Briante (1944-1995)
- Eugenio Cambaceres (1843-1888)
- Miguel Cané (1851-1905)
- Arturo Capdevila (1889 – 1967)
- Evaristo Carriego (1883-1912)
- Adolfo Bioy Casares (1914–1999)
- Abelardo Castillo (1935-)
- Sergio Chejfec (1956-)
- Ricardo Colautti (1937-1992)
- Haroldo Conti (1925-1976 ?)
- Julio Cortázar (1914-1984)
- Roberto Cossa (1934-2024)
- Elizabeth Azcona Cranwell (1933–2004)
- Antonio Dal Masetto (1938-)
- Juan Carlos Dávalos (1887-1959)
- Estanislao del Campo (1834-1880)
- Marco Denevi (1922-1998)
- Enrique Santos Discépolo (1901-1951)
- Alejandro Dolina (1945-)
- H. Bustos Domecq (1893 ?- ?)
- Pedro Echagüe (1821-1880)
- Esteban Echeverría (1805-1851)
- María Inés Falconi (1954-)
- Macedonio Fernández (1874-1952)
- Baldomero Fernández Moreno (1886-1950)
- José Pablo Feinmann (1943-)
- Marcelo Figueras (1962-)
- Jacobo Fijman (1898-1970)
- Juan Filloy (1894-2000)
- Rodolfo Fogwill (1941-)
- Roberto Fontanarrosa (1944-2007)
- Jack Fuchs (1924 -)
- Carlos Gallegos (1966-)
- Manuel Gálvez (1882-1862)
- Juan Gelman (1930-)
- Mempo Giardinelli (1947-)
- Alberto Girri (1919-1991)
- Oliverio Girondo (1891-1967)
- Angélica Gorodischer (1929-2022)
- Alberto Granado (1922-)
- Beatriz Guido (1924-1988)
- Ricardo Güiraldes (1886-1927)
- Enrique González Tuñón (1901-1943)
- Raúl González Tuñón (1905-1974)
- Juana Manuela Gorriti (1816 ? – 1892 ?)
- José Hernández (1834-1886)
- Eduardo Ladislao Holmberg (1852-1937)
- Norma Huidobro  (1948-)
- José Ingenieros (1877-1925)
- Roberto Juarroz (1925-1995)
- Igor Sergei Klinki (1959-)
- María Kodama (1945-)
- Alberto Laiseca (1941-)
- Enrique Larreta (1873-1961)
- Manuel José de Lavardén (1754 – 1809)
- Leopoldo Lugones (1874-1938)
- Carla Maliandi (1976-)
- Eduardo Mallea (1903-1982)
- Lucio Victorio Mansilla (1831-1913)
- Juana Manso (1819-1875)
- Leopoldo Marechal (1900-1970)
- José Mármol (1818-1871)
- Ezequiel Martínez Estrada (1895-1964)
- Fray Mocho (1858-1903)
- Enrique Molina (1910-1997)
- Manuel Mujica Láinez (1910-1984)
- Martin Murphy (1971-)
- Conrado Nalé Roxlo (1898-1971)
- Andrés Neuman (1977-)
- Michel Nieva (1988-)
- Pedro Miguel Obligado (1892-1976)
- Silvina Ocampo (1903-1993)
- Victoria Ocampo (1890-1979)
- Olga Orozco (1920-1999)
- Juan Laurentino Ortiz (1896-1978)
- Elsa Osorio (1952-)
- Alan Pauls (1959-)
- Roberto Jorge Payró (1867-1928)
- Alejandra Pizarnik (1936-1972)
- Ricardo Piglia (1941-)
- Manuel Puig (1932-1990)
- Abel Posse (1934-)
- Horacio Quiroga (1878-1937)
- Andrés Rivera (1928-)
- Mario Rodríguez Cobos (1938-)
- Ricardo Rojas (1882-1957)
- Germán Rozenmacher (1936-1971)
- Juan José Saer (1937-2005)
- Ernesto Sábato (1911-2011)
- Beatriz Sarlo (1942-)
- Domingo Faustino Sarmiento (1811-1888)
- Osvaldo Soriano (1943-1997)
- Alfonsina Storni (1892-1938)
- Graciela Sverdlick(1962-)
- Maria Dhialma Tiberti (1928-1987)
- Jacobo Timerman (1923-1999)
- Héctor Tizón (1929-)
- Mora Torres (1949-)
- Manuel Ugarte (1875-1951)
- Paco Urondo (1930-1976)
- Luisa Valenzuela (1938-)
- Horacio Vázquez-Rial (1947)-
- David Viñas (1929-)
- Rodolfo Walsh (1927-1977)
- María Elena Walsh (1930-2011)
- Eduardo Wilde (1844-1913)
- Domingo Zerpa (1909 - 1999)

## Bolivie
- Nataniel Aguirre (1843-1888)
- Oscar Alfaro (1921-1963)
- Víctor Hugo Arévalo Jordán (1946-)
- Alcides Arguedas (1879-1946)
- Luis Ramiro Beltrán (1930-2015)
- Yolanda Bedregal (1916-1999)
- Alcira Cardona (1926-2003)
- Oscar Cerruto (1912-1981)
- Liliana Colanzi (1981-)
- Adolfo Costa Du Rels (1891-1980)
- Gary Daher Canedo (1956-)
- Antonio Díaz Villamil (1897-1948)
- Javier del Granado (1913-1996)
- Ricardo Jaimes Freyre (1868-1933)
- Jesús Lara (1898-1980)
- Juan Claudio Lechín Weise (1956-)
- Asunta Limpias de Parada (1983-)
- Miguel Lundin Peredo (1983-)
- Carlos Medinaceli (1898-1949)
- Jaime Mendoza (1874-1939)
- Víctor Montoya (1958-)
- Gabriel René Moreno (1836-1908)
- María Josefa Mujía (1820-1888)
- Gustavo Navarro (1898-1973)
- Gustavo Adolfo Otero (1896-1958)
- Natalia Palacios (1854-1928)
- Edmundo Paz Soldán (1967-)
- Fausto Reinaga (1906-1994)
- Jaime Saenz (1921-1986)
- Pedro Shimose (1940-)
- Gastón Suárez (1929-1984)
- Franz Tamayo (1879-1956)
- Víctor Hugo Vizcarra (1958-2006)
- Juan Wallparrimachi (1793-1814)
- Adela Zamudio (1854-1928)

## Chili
- Antonio Acevedo Hernández (1886-1962)
- Luis Alberto Acuña Gatillon (1927-2005)
- Alfonso Alcalde (1921-1992)
- Arturo Aldunate Phillips (1902-1985)
- Fernando Alegría (1918-2005)
- Isabel Allende (1942-)
- Juan Rafael Allende (1848-1909)
- Roberto Ampuero (1953-)
- Eduardo Anguita (1914-1992)
- Braulio Arenas (1913-1988)
- Carmen Arriagada (1807-1888)
- Miguel Arteche (1926-)
- Manuel Astica (1906-1996)
- Pablo Azócar (1959-)
- Sergio Badilla Castillo (1947-)
- Maritza Barreto (?-)
- Pía Barros (1956-)
- Carmen Berenguer (1946-)
- Francisco Bilbao (1823-1865)
- Guillermo Blanco (1926-)
- Alberto Blest Gana (1830-1920)
- Roberto Bolaño (1953-2003)
- María Luisa Bombal (1910-1980)
- Marta Brunet (1897-1967)
- Alfonso Calderón (1930-)
- Teresa Calderón (1955-)
- Elicura Chihuailaf (1952-)
- Francisco Coloane (1910-2002)
- Mabel Condemarín (1931-2004)
- Gonzalo Contreras (1958-)
- Hugo Correa (1926-2008)
- Alejandra Costamagna (1970-)
- Eugenio Cruz Vargas (1923 - 2014)
- Augusto d'Halmar (1882-1950)
- Daniel de la Vega (1892-1971)
- Pablo de Rokha (1894-1968)
- Hernán del Solar (1901-1985)
- Hernán Díaz Arrieta (1891-1984)
- Delia Domínguez (1931-)
- José Donoso (1924-1996)
- Inés Echeverría (1868-1949)
- Joaquín Edwards Bello (1887-1968)
- Jorge Edwards (1931-)
- Lilian Elphick (1959-)
- Diamela Eltit (1949-)
- Francisco Antonio Encina (1874-1965)
- Soledad Fariña Vicuña (1943-)
- Alberto Fuguet (1964-)
- Beatriz García Huidobro (1960-)
- Edgardo Garrido Merino (1888-1976)
- Carla Guelfenbein (1959-)
- Juan Guzmán Cruchaga (1895-1979)
- Oscar Hahn (1938-)
- Juan Antonio Huesbe (1969-)
- Vicente Huidobro (1893-1948)
- Max Jara (1886-1965)
- Andrea Jeftanovic (1970-)
- Pamela Jiles Moreno (1960-)
- Adan Jodorowsky (1979-)
- Alejandro Jodorowsky (1929-)
- Benjamin Labatut (1980-)
- Enrique Lafourcade (1927-)
- José Victorino Lastarria (1817-1888)
- Alfredo Lavergne (1951-)
- Pedro Lemebel (1955-)
- Lucía Lezaeta (?-)
- Baldomero Lillo (1867-1923)
- Enrique Lihn (1929-1988)
- Gonzalo Lira (1968-2024)
- Jorge Marchant Lazcano (1950-)
- Andrea Maturana (1969-)
- Gabriela Mistral (1889-1957)
- Gonzalo Millán (1947-2006)
- Paz Molina (1945-)
- Sonia Montecino Aguirre (1954-)
- Yolanda Montecinos (1927-2007)
- María Monvel (1899-1936)
- Alicia Morel (1921-)
- Eliana Navarro (1920-2006)
- Pablo Neruda (1904–1973)
- Pedro de Oña (1570?-1643?)
- Nicanor Parra (1914-)
- Waldo L. Parra (1965-)
- Marcela Paz (1902-1985)
- Omar Pérez Santiago (1953-)
- Magdalena Petit (1900-1968)
- Nadia Prado (1966-)
- Pedro Prado (1886-1952)
- Salvador Reyes (1899-1970)
- Ana María del Río (1948-)
- Nilza Riquelme Jaramillo (?-)
- Hernán Rivera Letelier (1950-)
- Antonieta Rodríguez (1942-)
- Mili Rodríguez (?-)
- Gonzalo Rojas (1917-)
- Manuel Rojas (1893-1973)
- José Luis Rosasco (1935-)
- David Rosenmann-Taub (1927-)
- Mauricio Rosenmann Taub (1932-)
- Edith Ruiz (1935-)
- Roque Esteban Scarpa (1914-1995)
- Raquel Señoret (1922-1990)
- Luis Sepúlveda (1949-)
- Marcela Serrano (1951-)
- Víctor Domingo Silva (1882-1960)
- Antonio Skármeta (1940-)
- Francisca Solar (1983-)
- Úrsula Starke (1983-)
- Benjamín Subercaseaux (1902-1973)
- Elizabeth Subercaseaux (1945-)
- Volodia Teitelboim (1916-)
- Malú Urriola (1967-)
- Mercedes Valdivieso (1924-1993)
- Juvencio Valle (1900-1999)
- José Miguel Vicuña (es)(1920-2007)
- Mauricio Wacquez (1939-2000)
- Sady Zañartu (1893-1983)
- Ernestina Zuñiga (Isolda Pradel) (1909-)
- Raúl Zurita (1950-)

## Colombie
- Luisa Ballesteros Rosas (1954-)
- Piedad Bonnet (1951-)
- Enrique Buenaventura (1925-2003)
- Andrés Caicedo (1951–1977)
- Jorge Franco Ramos (1962-)
- Sebastian Gamboa (1965-)
- Gabriel García Márquez (1928-2014)
- Nicolás Gómez Dávila (1913-1994)
- Orietta Lozano (1956-)
- Manuel María Madiedo (1815-1888)
- Manuel Mejía Vallejo (1923-1998)
- Alvaro Mutis (1923-)
- Arnoldo Palacios (1924-)
- Germán Espinosa (1938-2007)
- Laura Restrepo
- José Eustasio Rivera (1888–1928)
- David Sánchez Juliao (1945-)
- José Asunción Silva (1865-1896)
- Fernando Vallejo (1942-)
- Helena Araújo (1934-)

## Costa Rica
- Laureano Albán (1942–)
- Marco Aguilar (1944-)
- Roberto Brenes Mesén (1874–1947)
- Alejandra Castro (1958-)
- Luis Chaves (1942–)
- Adriano Corrales Arias (1958-)
- Jorge Debravo (1938–1967)
- Fabián Dobles (1918–1997)
- Julieta Dobles (1943–)
- Carlos Luis Fallas (1909-1966)
- Guillermo Fernández Álvarez (1962–)
- Carlos Gagini (1865-1925)
- Carmen Lyra (1888-1949)
- Joaquín García Monge (1881-1858)
- Max Jiménez (1900-1947)
- Carlos Meléndez Chaverri (1926-2000)
- Mauricio Molina Delgado (1967-)
- Carlos Francisco Monge (1951-)
- Carmen Naranjo (1928-2012)
- Eunice Odio (1919-1974)
- Yolanda Oreamuno (1916-1956)
- Abel Pacheco de la Espriella (1933-)
- Roxana Pinto (1943-)
- Irma Prego (1933-2000)
- Anacristina Rossi (1952-)
- Osvaldo Sauma (1949-)
- Gustavo Solórzano Alfaro (1975-)
- Mauricio Vargas Ortega (1971-)
- Alí Víquez Jiménez (1966-)
- Daniel Quirós (1979)

## Cuba
- José Abreu Felippe (1947-)
- Rafael Almanza Alonso (1957-)
- Juan Almeida Bosque (1927-)
- Reinaldo Arenas (1943-1990)
- Reinaldo Arenas (1943-1990)
- Erick de Armas (1965-)
- Miguel Barnet (1940-)
- Antonio Benítez Rojo (1931-2005)
- Pedro Luis Boitel (1931-1972)
- Juana Borrero (1877-1896)
- Esteban Borrero (1849-1906)
- Lydia Cabrera (1899–1991)
- Guillermo Cabrera Infante (1929–2005)
- Alejo Carpentier (1904–1980)
- Miguel de Carrión (1875-1929)
- Julián del Casal (1863-1893)
- Calvert Casey (1924-1969)
- Jesús Castellanos (1879-1912)
- Daína Chaviano
- Jesus Diaz (1941-2002)
- Alina Fernández (1956-)
- Pablo Armando Fernández (1930-)
- Carlos Franqui (1921-)
- Gertrudis Gómez de Avellaneda (1814-1873)
- José M. González-Llorente (1939-)
- Wendy Guerra (1970-)
- Nicolás Guillén (1902-1989)
- Pedro Juan Gutiérrez (1950-)
- Armando Hart (1930-)
- José María Heredia y Heredia (1803-1839)
- Oscar Hurtado (1919-1977)
- Enrique Labrador Ruiz (1902-1991)
- Alberto Lauro (1959-)
- José Lezama Lima (1910–1976)
- Carlos Loveira (1881-1928)
- Dulce María Loynaz (1902–1997)
- Eduardo Manet (1930-)
- Juan Francisco Manzano (1797-1854)
- José Martí (1853-1895)
- Ramón Meza (1861-1911)
- William Navarrete (1968-)
- Leonardo Padura Fuentes (1955-)
- Ramón de Palma (1812-1860)
- Virgilio Piñera (1912-1979)
- Delfín Prats (1945-)
- Raúl Rivero (1945)
- Luis Rodríguez Embil (1879-1954)
- Guillermo Rosales (1946-1993)
- Severo Sarduy (1937-1993)
- Anselmo Suárez Romero (1818-1873)
- José Zacarías Tallet (1893-1989)
- Félix Tanco (1797-1871)
- Nivaria Tejera (1930)
- Zoé Valdés (1959-)
- Armando Valladares (1937-)
- René Vázquez Díaz (1952-)
- Manuel Vázquez Portal (1951-)
- Carlos Victoria (1950-)
- Cirilo Villaverde (1812-1894)
- Juan Clemente Zenea (1832-1871)

## République dominicaine
- Miguel Alfonseca (1942-1994)
- Julia Álvarez (1950-)
- Arambilet (1957-)
- Tomás Báez Díaz (1909-2006)
- Joaquín Balaguer (1906-2002)
- Aída Cartagena Portalatín (1918-1994)
- Carlos Esteban Deive (1935-)
- Junot Díaz (1968-)
- Franklin Domínguez (?-?)
- Juan Pablo Duarte (1813-1876)
- Pedro Pablo Fernández (1953-)
- Alfredo Fernández Simó (1915-1991)
- Antonio Fernández Spencer (1922-)
- Fabio Fiallo (1866-1942)
- Franklin Franco Pichardo (1936-)
- Pedro Henríquez Ureña (1884-1946)
- Manuel de Jesús Galván (1834-1910)
- Mariano Lebrón Saviñón (1922-)
- Antonio Lockward Artiles (1943-)
- Andrés L. Mateo (1946-)
- Miguel D. Mena (1961-)
- Jeannette Miller (1944-)
- Pedro Mir (1913-2000)
- Samuel Nina Ortiz (1947-)
- José Núñez de Cáceres (1772-1846)
- Robin Santana Paulino (1968-)
- Haffe Serulle (1947-)
- Rosa Silverio (1978-)
- Salomé Ureña (1850-1897)

## Équateur
- Adoum, Jorge Enrique (1926-)
- Aguilera Malta, Demetrio (1909-1982
- Arroyo, César Emilio (1890-1937)
- Balarezo Moncayo, Pablo (1904-1999)
- Barrera, Issac (1884-1970)
- Carrera Andrade, Jorge (1903-1978)
- Carrión, Alejandro (1915-1992)
- Carrión, Benjamín (1897-1979)
- Carrión, Carlos (1944-)
- Carrión de Fierro, Fanny (?-)
- Carvajal Aguirre, Iván (1948-)
- Crespo Toral, Remigio (1860-1939)
- Cuadra, José de la (1903-1941)
- Dávila Andrade, César (1919-1967)
- Estupiñán Bass, Nelson (1912-2002)
- Gallegos Lara, Joaquín (1911-1947)
- García, Edgar Allan (1959-)
- García Goyena, Rafael (1766-1823)
- Herrera, Telmo (1948-)
- Izaca, Jorge (1906-1978)
- Jaramillo Palacio, José María (1916-)
- Klaic, Pedro J. (1986-)
- Lasso, Ignacio (1911-1943)
- Llona, Numa Pompilio (1832-1907)
- Luna, Violeta (1943-)
- Martínez, Luis Alfredo (1869-1909)
- Martínez Espinosa, Nela (1912-2004)
- Mayo, Hugo (1897-1988)
- Mera, Juan León (1832-1894)
- Montalvo, Juan (1832-1889)
- Olmedo, José Joaquín (1780-1847)
- Oñate, Iván (1948-)
- Ortiz, Adalberto (1914-2003)
- Palacio, Pablo (1906-1947)
- Pareja Díez Canseco, Alfredo (1908-1993)
- Queirolo Bravo, Jorge (1963-)
- Riofrío, Miguel (1822-1879)
- Rodríguez, Solange (1976-)
- Rojas, Ángel Felicísimo (1910-)
- Rumazo González, Alfonso (1903-)
- Silva, Medardo Ángel (1898-1919)
- Tobar, Carlos Rodolfo (1853-1920)
- Urrutia, Benjamín (1950-)
- Valencia, Leonardo (1969-)
- Yáñez Cossio, Alicia (1929-)
- Zaldumbide, Gonzalo (1883-1965)

## Espagne
Voir également : Liste d'écrivains espagnols
- Esteban Manuel de Villegas (1589-1669)
- Henri de Villena (1384-1434)
- María de Zayas y Sotomayor (1590-1661)
- Rafael Alberti (1902-1999)
- Pedro Antonio de Alarcón (1833-1891)
- Vicente Aleixandre (1898-1984)
- Mateo Alemán (1547-1614)
- Dámaso Alonso (1898-1990)
- Alphonse X de Castille (1221-1284)
- Núria Añó (1973-)
- Joaquín Arderíus (1885-1969)
- Thérèse d'Ávila (1515-1582)
- Azorín (1873–1967)
- José Antonio Balbontín (1893-1977)
- Andrés Barba (es) (1975-)
- Nicolás Bardio (1987-)
- Pío Baroja (1872-1956)
- Gustavo Adolfo Bécquer (1836-1870)
- Julio Béjar (1987--)
- Gonzalo de Berceo (1190-1264?)
- César Manzanos Bilbao
- Carlos Blanco Pérez (1986-)
- José María Blanco White (1775-1841)
- Vicente Blasco Ibáñez (1867-1928)
- Juan Boscán (1490-1542)
- José Cadalso (1741-1782)
- Pedro Calderón de la Barca (1600-1681)
- Eva Canel (1857-1932)
- Francisco Fernández Carvajal (1938-)
- Francisco Casavella (1963-)
- Rosalía de Castro (1837-1885)
- Camilo José Cela (1916–2002)
- Luis Cernuda (1902-1963)
- Miguel de Cervantes (1547-1616)
- Gutierre de Cetina  (1520–1557)
- Clarín (1852-1901)
- Jean de La Croix (1542-1591)
- Miguel Delibes (1920-)
- Agustín Díaz Pacheco (1953-)
- Gerardo Diego (1896–1987)
- Gutierre Díez de Games
- Juan del Encina (1469-1533)
- Vicente Espinel (1550–1624)
- José de Espronceda (1808-1842)
- Fray Benito Jerónimo Feijoo (1676-1764)
- León Felipe (1884-1968)
- Francisco Ferrer Lerín (1942-)
- Gloria Fuertes (1917-1998)
- Federico García Lorca (1898-1936)
- Antonio Enríquez Gómez (en) (1601-1661 ?)
- Luis de Góngora (1561-1627)
- Pablo González Cuesta (1968-)
- Juan Goytisolo (1931-)
- Baltasar Gracián (1601-1658)
- Anna Grau (1967-)
- Carmen Guaita (1960-)
- Fray Antonio de Guevara (1480-1545)
- Jorge Guillén (1893-1984)
- Antonio Pérez Henares (1953-)
- Miguel Hernández (1910-1942)
- José Hierro (1922-2002)
- Francisco Javier Illán Vivas (1958-)
- Tomás de Iriarte (1750-1791)
- Juan Ramón Jiménez (1881-1958)
- Luis Leante (1963-)
- Gaspar Melchor de Jovellanos (1744-1811)
- Mariano José de Larra (1809-1837)
- Fray Luis de León (1527-1591?)
- Íñigo López de Mendoza, marqués de Santillana (1398-1458)
- Antonio Machado (1875-1936)
- Manuel Machado (1874-1947)
- Jorge Manrique (1440-1479)
- Don Juan Manuel (1282-1348)
- Javier Marías (1951-)
- Julián Marías (1914-2005)
- Alfonso Martínez de Toledo, Archiprêtre de Talavera (1398?-1470?)
- Marcelino Menéndez y Pelayo (1856-1912)
- Aroa Moreno Durán (1981-)
- Agustín Moreto y Cavana (1618–1669)
- Blas de Otero (1916-1979)
- Emilia Pardo Bazán (1851-1921)
- Benito Pérez Galdós (1843-1920)
- Arturo Pérez-Reverte (1951-)
- Valentina Pinelo (XVIIe siècle)
- Francisco de Quevedo (1580-1680)
- Rafael Reig (es) (1963-), romancier, critique littéraire
- Antón Risco (es) (Antón Martínez-Risco Fernández, 1926-1998)
- Basilio Rodríguez Cañada (1961-)
- Garci Rodríguez de Montalvo (?-1504)
- Fernando de Rojas (1465–1541)
- Francisco de Rojas Zorrilla (1607–1660)
- Luis Rosales (1910-1992)
- Juan Ruiz, Archiprêtre d'Hita (1283?–1350?)
- Juan Ruiz de Alarcón (1581-1639)
- Pedro Salinas (1892-1951)
- José Carlos Somoza (1959-)
- Tirso de Molina (1571–1648)
- Gonzalo Torrente Ballester (1910-1999)
- Miguel de Unamuno (1864-1936)
- Juan Valera (1824-1905)
- Julieta Valero (1971-)
- Ramón del Valle-Inclán (1866–1936)
- Alfonso Vallejo (1943-)
- Félix Lope de Vega (1562-1635)
- Garcilaso de la Vega
- José Zorrilla y Moral (1817–1893)

## États-Unis
- Dolores Prida (1943-2013)

## Guatemala
- Sergio Custodio (1947-)
- Javier Payeras (1974-)

## Guinée équatoriale
- María Nsué Angüe (1945-)
- Juan Tomás Ávila Laurel (1966-)
- Juan Balboa Boneke (1938-)
- Justo Bolekia Boleká (1954-)
- Antimo Esono (1954-1996)
- Ramón Esono Ebalé (1977-)
- Leoncio Evita Enoy (1929-1996)
- Raquel Ilonbé (1938 ?-1992)
- Donato Ndongo-Bidyogo (1950-)

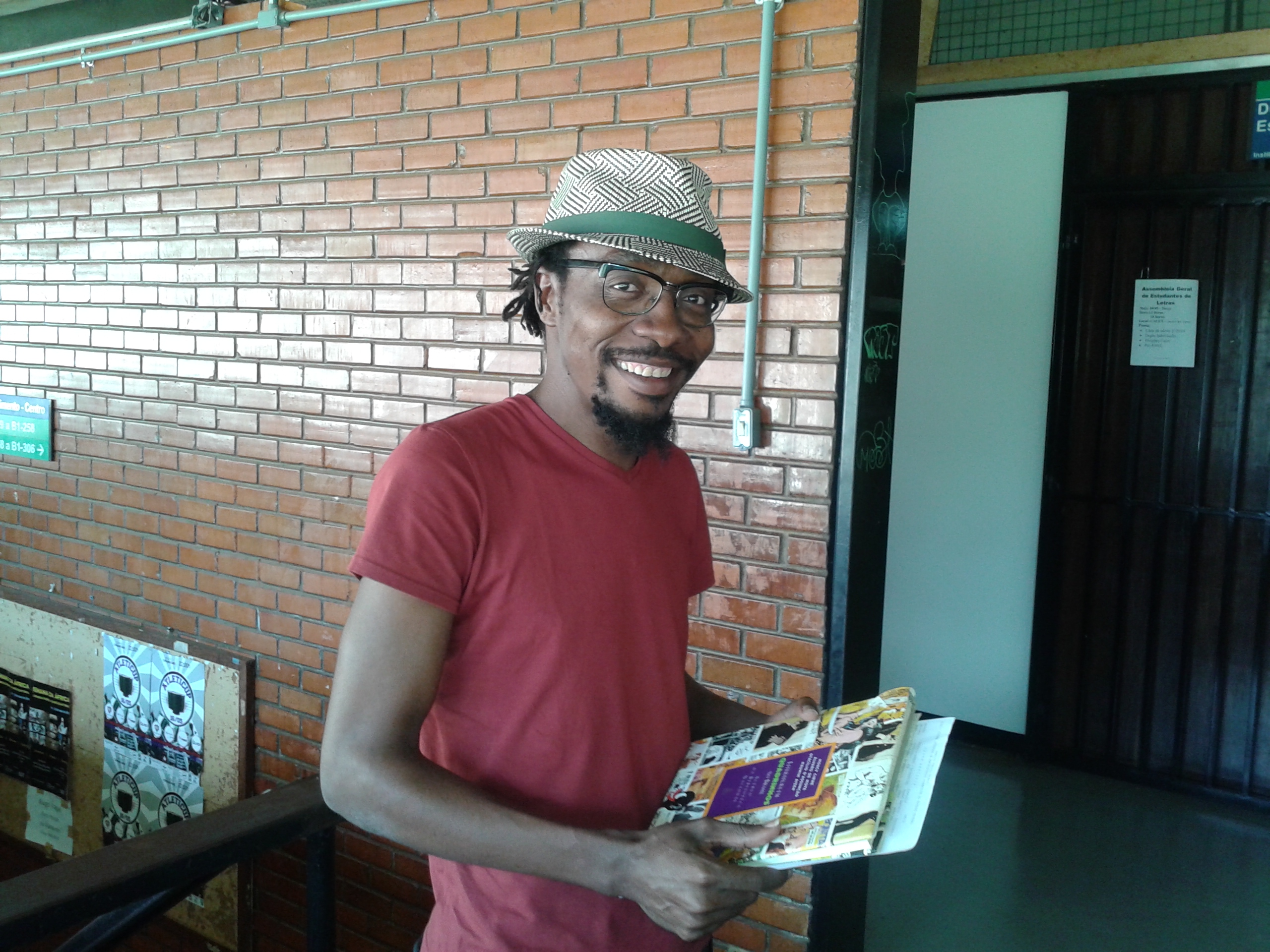
Ramón Esono.

- Constantino Ocha'a Mve Bengobesama (?-1991)
- Carol Zardetto (1960-)

## Honduras
- Javier Abril Espinoza (1967-)
- Óscar Acosta (1933-)
- Ramón Amaya Amador (1916-1966)
- Eduardo Bähr (1940-)
- Ernesto Bondy Reyes (1947-)
- Augusto C. Coello (1884-1941)
- Argentina Díaz Lozano (1911-1999)
- Lucila Gamero de Medina (1873-1964)
- Francisco Morazán (1792-1842)

## Mexique
- Agustín Ramírez, José (1944-)
- Amor, Guadalupe (1918-2000)
- Antaki, Ikram (1948-2000)
- Isabel Arvide (1952-)
- Teresa Aveleyra Sadowska (1920-2011)
- Azuela, Mariano (1873-1952)
- Azuela, Francisco (1948-)
- Berman, Sabina (1956-)
- Burgoa Orihuela, Ignacio (1918-2005)
- Cárdenas, Nancy (1934-1994)
- Castellanos, Rosario (1925-1974)
- Cerda, Pablo (1983-)
- Córdoba, Tirso Rafael  (1838-1889)
- Dávila, Amparo (1928-)
- Díaz Mirón, Salvador (1853-1928)
- Elizondo Elizondo, Ricardo (1950-)
- Elizondo Salvador (1932-2006)
- Esquivel, Laura (1950-)
- Fuentes, Carlos (1928-)
- Garciadiego, PAz Alicia (1949-)
- García Riera, Emilio (1931-2002)
- Garro, Elena (1894-1971)
- Gutiérrez Nájera, Manuel (1859-1895)
- González Bocanegra, Francisco (1824-1861)
- Ibargüengoitia, Jorge (1928-1983)
- Isaac, Alberto (1925-1998)
- Isaac, Claudio (1957-)
- Laguna Correa, Francisco (1982-)
- Leñero, Vicente (1933-)
- López Portillo, Margarita (1914-2006)
- López Velarde, Ramón (1888-1921)
- Mastretta, Ángeles (1949-)
- Monsiváis, Carlos (1938-)
- Moscona, Myriam (1955-)
- Nervo, Amado (1870-1919)
- Nettel, Guadalupe (1973-)
- Novo, Salvador (1904-1974)
- Nungaray, Melissa (1998-)
- Pacheco, José Emilio (1939-)
- Paso, Fernando del (1935-)
- Paz, Octavio (1914-1998)
- Pellicer, Carlos (1897-1977)
- Pitol, Sergio (1933-)
- Poniatowska, Elena (1932-)
- Retes, Ignacio (1918-2004)
- Reyes, Alfonso (1889-1959)
- Rius (Río, Eduardo del, dit) (1934-)
- Rulfo, Juan (1917-1986)
- Ruy-Sánchez, Alberto (1951-)
- Sabines, Jaime (1926-1999)
- Segovia, Tomás (1927-)
- Solares, Martín (1970-)
- Sœur Juana (Cruz, Juana Inés de la, dite) (1648/1651?–1695)
- Taibo II, Paco Ignacio (Taibo Mahojo, Francisco Ignacio, dit) (1949-)
- Toledo, Natalia (1968-)
- Toscana, David (1961-)
- Vargas Dulché, Yolanda (1926-1999)
- Vasconcelos, José (1882-1959)
- Villaurrutia, Xavier (1903-1950)
- Zabludovsky, Jacobo (1928-)
- Zaid, Gabriel (1934-)
- Zapata, Luis (1951-)

## Nicaragua
- Alegría, Claribel (1924-)
- Álvarez Lejarza, Emilio (1884-1969)
- Belli, Gioconda (1948-)
- Borge, Tomás (1930-)
- Cabezas, Omar (1950-)
- Cardenal, Ernesto (1925-)
- Chamorra Cardenal, Pedro Joaquín (1924-1978)
- Coronel Urtecho, José (1906-1994)
- Cortés, Alfonso (1893-1969)
- Cuadra, Pablo Antonio (1912-2002)
- Darío, Rubén (1867–1916)
- Fonseca Amador, Carlos (1936-1976)
- González, Arquímides (1972-)
- Meneses Jacobs, Christianne (1971-)
- López Pérez, Rigoberto (1929-1956)
- Mayorga, Francisco (1949-)
- Palma, Milagros  (1949-)
- Peña, Horacio (1936-)
- Prego, Irma (1933-2000)
- Ramírez Mercado, Sergio (1942-)
- Selva, Salomón de la (1893-1959)
- Valle Castillo, Julio (1952-)

## Panama
- Liste d'écrivains panaméens
- Guillermo Sánchez Borbón
- Ricardo Miró
- José María Sánchez
- Demetrio Herrera Sevillano
- Mario Augusto Rodríguez
- Gloria Guardia
- Enrique Jaramillo Levi
- José Luis Rodríguez Pittí
- Carlos Fong
- Javier Alvarado
- Melanie Taylor
- Darío Herrera
- José María Sánchez
- Carlos Oriel Wynter Melo
- Sofía Santim
- María Olimpia de Obaldía
- Elsie Alvarado de Ricord

## Paraguay
- Barrett, Rafael (1876-1910)
- Casaccia, Gabriel (1907-1980)
- Correa, Julio (1890-1953)
- Dimas Aranda, Santiago (1924-)
- Ferrer de Arréllaga, Renée (1944-)
- Halley Mora, Mario (1926-2003)
- de las Heras, César Alonso (1913-2004)
- Herrnsdorf, Alejandro (1972-)
- Mazó, Ricardo (1927-1987)
- O’Leary, Juan Emiliano (1879-1969)
- Pla, Josefina (1909-1999)
- Roa Bastos, Augusto (1917-2005)
- Romero, Elvio (1926-)
- Urraza, Juan de (1974-)
- Vallejos, Roque (1943-2006)

## Pérou
- Alarcón, Daniel (1977-)
- Alvarado Rivera, María Jesús (1878-1971)
- Alegría, Ciro (1909-1967)
- Arguedas, José María (1911-1969)
- Bambaren, Sergio (1960-)
- Bayly, Jaime (1965-)
- Bryce Echenique, Alfredo (1939-)
- Capella, Franco
- Cuba, Gabriela (1953)
- Cueto, Alonso (1954-)
- Garcilaso de la Vega, Inca (1539–1616)
- Goldemberg, Isaac (1945)
- Prochazka, Enrique (1960)
- Ribeyro, Julio Ramón
- Sabogal, Isabel (1958-)
- Scorza, Manuel (1928-1983)
- Souza, Patricia de (1964)
- Vallejo, César (1892–1938)
- Vargas Llosa, Mario (1936-)

## Philippines
- Abad, Antonio M. (1894-1970)
- Balmori, Jesús (1887-1948)
- Barnabé, Manuel (1890-1960)
- Guerrero, Fernando María (1873-1929)
- Joaquín, Nicomedes (1917-)
- Kalaw, Teodoro M. (1884-1940)
- Luna, Antonio (1866-1899)
- Mayo Recto, Claro (1890-1960)
- Paterno, Pedro Alejandro (1857-1911)
- Pilar, Marcelo H. del (1850-1896)
- Rizal, José (1861-1896)

## Porto Rico
- Arriví, Francisco (1915-)
- Benítez de Gautier, Alejandrina (1819-1879)
- Brau, Salvador (1842-1912)
- Burgos, Julia de (1914-1953)
- Canales Cintrón, Carlos (1955-)
- Díaz Alfaro, Abelardo (1919-1999)
- Díaz Marrero, Andrés (1940-)
- Diego, José de (1866-1921)
- García Passalacqua, Juan Manuel (1937-)
- Gautier Benítez, José (1851-1880)
- González Río, Juanmanuel (1977-)
- Hostos, Eugenio María de (1839-1903)
- Irizarry Natal, Federico (1972-)
- Laguerre, Enrique (1906-2005)
- López Nieves, Luis (1950-)
- Marqués, René (1919-1979)
- Martínez Nadal, Rafael (1877-1941)
- Matos Paoli, Francisco (1915-2000)
- Muñoz Marín, Luis (1898-1980)
- Muñoz Rivera, Luis (1859-1882)
- Nieves, Liliam (1975-)
- Palés Matos, Luis (1898-1959)
- Pol, Julio César (1976-)
- Reyes, Edwin (1944-2000)
- Rivera, José (1919-1979)
- Rodríguez de Tió, Lola (1843-1924)
- Sánchez, Luis Rafael (1936-)
- Sanjurjo, Ángel M. (1967-)
- Santa Gómez, Wilfredo (1949-)
- Santiago, Esmeralda (1948-)
- Vega, Ana Lydia (1946-)
- Zeno Gandía, Manuel (1855-1930)

## Salvador
- Claribel Alegría (1926-)
- Arturo Ambrogi (1874-1936)
- Luis Alvarenga (1969-)
- Manlio Argueta (1935-)
- Roberto Armijo (1937-1997)
- Edwin Ernesto Ayala (1966-)
- Prudencia Ayala (1885-1936)
- Melitón Barba (1925-2001)
- José Batres Montúfar (1809-1844)
- Mario Bencastro (1949-)
- Juan José Cañas (1826-1918)
- Antonio Casquín (1964-)
- Horacio Castellanos Moya (1957-)
- José Roberto Cea (1939-)
- Waldo Chávez Velasco (1933-2005)
- Roque Dalton (1935-1975))
- Francisco Andrés Escobar (1942-)
- David Escobar Galindo (1943-)
- Jacinta Escudos (1961-)
- Alfredo Espino (1900-1928))
- Miguel Ángel Espino (1903-1967))
- Alfonso Fajardo (1975-)
- Jorge Galán (1973-)
- Francisco Gavidia (1863-1955))
- Carmen González Huguet (1958-)
- David Joaquín Guzmán (1843-1927)
- Claudia Hernández (1975-)
- Miguel Huezo Mixco (1954-)
- José Jorge Lainez (1913-1962)
- Claudia Lars (1899-1974))
- Hugo Lindo (1917-1985))
- Matilde Elena López (1919-)
- Italo López Vallecillos (1932-1986)
- Krisma Mancía (1980-)
- Alberto Masferrer (1868-1932))
- Nora Méndez (1969-)
- Álvaro Menen Desleal (1932-2000)
- Rafael Menjívar Ochoa (1959-)
- José María Peralta Lagos (1873-1944)
- Alfonso Quijada Urías (1940-)
- Lil Milagro Ramírez (1945-1979)
- Susana Reyes (1971-)
- Pedro Geoffroy Rivas (1908-1979)
- Salvador Salazar Arrué (Salarrué) (1899-1975)
- Consuelo de Saint-Exupéry (1901-1979)
- Ricardo Trigueros de León (1917-1965)

## Uruguay
- Acevedo Díaz, Eduardo (1851-1921)
- Achugar, Hugo (1944-)
- Acuña de Figueroa, Francisco (1791-1862)
- Agustini, Delmira (1886-1914)
- Alcuri, Ignacio (1980-)
- Ardao, Arturo (1912-2003)
- Arregui, Mario (1917-1985)
- Barreto, Román Viñoly (1914-1970)
- Benavides, Washington (1930-)
- Benedetti, Mario (1920-2009)
- Berenguer, Amanda (1921-2010)
- Berocay, Roy (1955-)
- Blanco, Sergio (1971-)
- Bloomerfield, Gerardo (1974-)
- Brindis de Salas, Virginia (1908-1958)
- Brum, Blanca Luz (1905-1985)
- Burel, Hugo (1951-)
- Castells, Adolfo (1937-)
- Castro, Julio César (1928-2003)
- Delgado Aparaín, Mario (1949-)
- Dieste, Eduardo (1881-1954)
- Díaz, José Pedro (1921-2006)
- Espínola, Francisco (1901-1973)
- Fagetti, Juan Esteban (1888-1954)
- Ferreiro, Alfredo Mario (1899-1959)
- Figari, Pedro (1861-1938)
- Frugoni, Emilio (1880-1969)
- Galeano, Eduardo (1940-)
- Giorgio, Marosa di (1932-2004)
- Hidalgo, Bartolomé (1788-1822)
- Hierro Gambardella, Luis (1915-1991)
- Herrera y Reissig, Julio (1875-1910)
- Hernández, Felisberto (1902-1964)
- Herrera, Ernesto (1889-1917)
- Larreta, Antonio (1922-)
- Levrero, Mario (1940-2004)
- Lussich, Antonio (1848-1928)
- Maggi, Carlos (1922-)
- Madjud, Jorge (1969-)
- María, Isidoro de (1815-1906)
- Martínez Moreno, Carlos (1917-1986)
- Maslíah, Leo (1954-)
- Mattos, Tomás de (1947-)
- Migdal, Alicia (1947-)
- Monegal, Casiano (1888-1944)
- Moreira, Omar (1932-)
- Morosoli, Juan José (1899-1957)
- Muniz, Ariel (1942-2005)
- Muñoz, Daniel (1849-1930)
- Novas Terra, Luis (?-?)
- Ojeda, Álvaro (1958-)
- Onetti, Juan Carlos (1909-1994)
- Paseyro, Ricardo (1926-)
- Ricardo, Aurelio (1943-)
- Pérez Aguirre, Luis (1941-2001)
- Pérez y Curis, Manuel (1884-1920)
- Peri Rossi, Cristina (1941-)
- Posadas, Carmen (1953-)
- Quiroga, Horacio (1878-1937)
- Rama, Ángel (1926-1983)
- Real de Azúa, Carlos (1916-1977)
- Rehermann, Carlos (1961-)
- Rivero, Tabaré (1957-)
- Rodó, José Enrique (1871-1917)
- Rosencof, Mauricio (1933-)
- Romano, Rubén (1925-2005)
- Schneider, Carlos Oliver (?-1949)
- Segundo, Juan Luis (1925-1996)
- Somers, Armonía (1914-1994)
- Vaz Ferreira, Carlos (1872-1958)
- Vaz Ferreira, María Eugenia (1875-1924)
- Velando, Helen (1961-)
- Vigil, Constancio (1876-1954)
- Vigil, Mercedes (1957-)
- Vilariño, Idea (1920-2009)
- Vitale, Ida (1923-)
- Zavala Muniz, Justino (1898-1968)
- Zitarrosa, Alfredo (1936-1989)
- Zorrilla de San Martín, Juan (1865-1931)
- Zum Felde, Alberto (1889-1976)

## Venezuela
- Araujo, Orlando (1928-1987)
- Calcaño, María (1906-1956)
- Calzadilla, Juan (1931-)
- Gallegos, Rómulo (1884–1969)
- Ganzo, Roberto (1998-1995)
- Izaguirre, Boris (1965-)
- Massiani, Francisco (1944-)
- Mata, Andrés (1870-1931)
- Méndez, Conny (1898-1979)
- Nuño, Ana (1957-)
- Ossott, Ana (1946-2002)
- Otero Silva, Miguel (1908-1985)
- Santos Gómez, Nery (1965-)
- Terán, Ana Enriqueta (1918-2017)
- Uslar Pietri, Arturo (1906–2001)